# Madre de Toda Asia-Torre de la Paz
La Madre de Toda Asia–Torre de la Paz es un santuario monumento dedicado a la Virgen María como símbolo de unidad y paz en Asia y el mundo entero. Está ubicado en el centro del lugar de peregrinación de ocho hectáreas de tamaño, llamado Centro Internacional de Peregrinación y Conferencias Montemaria en el Sitio Montemaria, Barangay Pagkilatan, Batangas, Filipinas. Es la estatua de la Virgen María más alta del mundo con 98,15 metros que incluye el zócalo/edificio sobre el que se asienta.

## Historia
La construcción de una estatua y de un lugar de peregrinación en el Complejo Montemaría en Batangas fue originalmente planeada y llevada a cabo por la Fundación María Madre de los Pobres (MMP), dirigida por el sacerdote católico Fernando Suárez, al cual Hermilando Mandanas, un político local a quien conoció en 2006; dio la idea de crear un lugar de peregrinación donde el sacerdote pudiera realizar su trabajo de curación por la fe. La empresa de Mandanas, Abacore Capital Holdings Inc., donó el terreno de cinco hectáreas en Barangay Pagkilatan donde se ubicaría la estatua y el lugar de peregrinación propuesto, que más tarde se llamaría Montemaria.
Inicialmente en 2009, el proyecto avanzó después de que la fundación de Suárez recaudara 200 millones de pesos filipinos. Pero al año siguiente el proyecto quedó en suspenso después de que Suárez se mudara a Cavite, donde la Corporación San Miguel le ofreció un terreno de 33 hectáreas en la ciudad de Alfonso, en donde podría establecer un lugar de peregrinación más grande. Designado como el responsable de la construcción de una estatua de la Virgen María en Montemaría, Mandanas continuó el proyecto. Para ayudarlo a gestionar el desarrollo del proyecto se creó la sociedad anónima Montemaria Asia Pilgrims Inc. (MAPI). La propiedad donde se ubicaría la estatua se dispuso posteriormente para la donación a dicha sociedad, pero los planes se cancelaron y el terreno fue en su lugar donado a la arquidiócesis de Lipá. En ese momento, la estatua que ya tenía el rostro y las manos completas pasó a ser conocida como «María Madre de toda Asia».
Los trabajos de construcción de la estatua comenzaron en 2014 y finalizaron en 2021. Estaba previsto que se inaugurase en 2020 como parte del 500 aniversario de la introducción del cristianismo en Filipinas, pero la pandemia de COVID-19 paralizó dichos planes.

## Diseño
Las manos y el rostro de la estatua fueron diseñados por el escultor Eduardo Castrillo y están fabricados en hormigón y acero. Con una altura de 98,15 metros, superó al monumento de la Virgen de la Paz en Venezuela convirtiéndose en la estatua de la Virgen María más alta del mundo.
El monumento tiene plantas habitables con una superficie de alrededor de 12 000 m². En la planta baja se encuentra un lugar de culto, el Santuario de San Juan Pablo II. Otras instalaciones que alberga el monumento son salas de recepción y veinte capillas marianas en el tercer piso, un salón de comidas en el cuarto, dos mini teatros en el quinto, salas de conferencias y un balcón con banderas de los países de Asia en el sexto y una terraza con vista situada en el piso quince. Los pisos séptimo al décimo albergan espacios comerciales y residenciales.